# Kalven (Vånga socken, Östergötland)
Kalven är en sjö i Norrköpings kommun i Östergötland och ingår i Motala ströms huvudavrinningsområde.